# Érione d'Aurélie
Haplophaedia aureliae
Espèce
Statut de conservation UICN

 LC  : Préoccupation mineure
Statut CITES
L'Érione d'Aurélie (Haplophaedia aureliae) est une espèce de colibris présents en Colombie, en Équateur et au Panama.

## Habitat
Ses habitats sont les forêts tropicales et subtropicales humides de hautes altitudes.

Carte de répartition de l'espèce

## Sous-espèces
D'après Alan P. Peterson, cette espèce est constituée des quatre sous-espèces suivantes :
- Haplophaedia aureliae aureliae  (Bourcier & Mulsant, 1846)
- Haplophaedia aureliae caucensis  (Simon, 1911)
- Haplophaedia aureliae cutucuensis  Schuchmann, Weller & Heynen, 2000
- Haplophaedia aureliae russata  (Gould, 1871)